# Nel cuore
Nel cuore secondo, ed ultimo, LP dell'Hardcore punk band milanese Crash Box.

## Brani
1. Destino
2. Bianco e nero
3. Duello
4. Cosa vuoi
5. You
6. Nel cuore
7. Preludio
8. I am nothing
9. Olocausto
10. Intro